# دوزخرفات
دوزخرفات کتابی‌ست طنز به قلم سروش پاکزاد که در سال ۱۳۹۰ خورشیدی در ۲۶۸ صفحه منتشر شده‌است. ناشر کتاب انتشارات اچ اند اس مدیا می‌باشد که دوزخرفات را به عنوان یکی از پرفروش‌ترین کتاب‌های سال ۱۳۹۴ خویش معرفی کرد
. این کتاب شامل ۱۰۷ نوشته است که پیش از این توسط نویسنده در وبلاگی به نام هشت سنگ منتشر شده بود. بیشنر نوشته‌های دوزخرفات به ارائه و نقد تصویری بشری از عالم خدایان و فرشتگان و شیاطین می‌پردازد؛ به همین دلیل امور جاری و روزمره در برزخ، بهشت، دوزخ، و ملکوت مرکز کانونی داستان‌های کتاب است.

## از نگاه دیگران
در مقاله ای که مسیح ذکاوت، محقق فوق دکتری دانشگاه فلنسبورگ آلمان، در مورد دوزخرفات نوشته، این کتاب را بیش از آن که تجدید نظر طلب بداند، بنیان فکن معرفی کرده است. ذکاوت معتقد است که «دوزخرفات به جای ابطال مفاهیم متافیزیکی  و جایگزینی صرف آن با منطق و عقلانیت، وجه خیر را از دستگاه دوقطبی ماوراءالطبیعه حذف می کند و سویه شر آن را در طنز تلخ و اگزیستانسیال خود برجسته می سازد. جهان دوخزفات ربوبیتی رقت انگیز و ناتوان را به جای خدای سنتا خیرخواه و آگاه به همه چیز و توانا به همه کار می نشاند.» از این نظر شخصیت کتاب، آن طور که ذکاوت تحلیل می کند، «بی شباهت به قهرمان بایرونی یا ابرانسان نیچه ای نیست.» 
نشریه ایتالیایی ایل لیبرایو (Il Libraio) در مقاله‌ای به نام «وضعیت طنز دینی در ایران چگونه است؟» به کتاب دوزخرفات پرداخته و موفقیت آن را در ارائه طنز خلاقی اما به دور از خشونت کلامی و توهین ستوده است.
ابراهیم نبوی در مقدمه‌ای که بر این کتاب نوشته‌است طنز دوزخرفات را از بهترین طنزهایی می‌داند که در طول زندگی‌اش خوانده و این کتاب را چنین توصیف می‌کند: «نویسنده هم با پیامبران شوخی می‌کند و هم با فرشتگان الهی، گاهی به نیچه سر می‌زند و گاهی به حلاج و گاهی به مولانا و شبلی و معلوم است که هم مرض عرفان داشته و هم مرض فلسفه و هم دین را خوانده (...) از همین رو خواندن کتاب دوزخرفات سروش پاکزاد را به خوانندگان طنزدوست و طنزفهم توصیه می‌کنم. نمیرید و بعداً بگوئید کاش دوزخرفات را خوانده بودم. قضیه شوخی نیست».
او در جایی دیگر ضمن نام بردن از کتاب دوزخرفات هم ردیف با کتاب‌های مطرح طنز ایرانی، گفته‌است: «تحلیل آثار طنز نشان می‌دهد که بسیاری از آثار مهم طنز پارسی در دوران معاصر (...) در شرایطی تولید شدند که آزادی وجود نداشت چرا که طنزنویس در این شرایط همواره مجبور بود برای نهان کردن مقصودش به صنایع ادبی، ابهام، ایهام، شخصیت پردازی، فضاسازی و تمثیل و مثل پناه ببرد. نوشته‌هایی مثل توپ مرواری - صادق هدایت، دائی جان ناپلئون - ایرج پزشکزاد، اسرار گنج دره جنی - ابراهیم گلستان، مغولان و سلطان، و خاطرات السلطنه - فرخ سرآمد، آقای ذوزنقه - جواد مجابی، اعتراف، و قصه کوتوله‌ها و درازها - ابراهیم نبوی، دوزخرفات - سروش پاکزاد همه و همه در شرایطی خلق شدند که آزادی به معنای مشخص کلمه وجود نداشت».
نبوی، سروش پاکزاد را «یک استعداد کم‌نظیر در طنزنویسی» می‌داند و دوزخرفات راکتابی معرفی می‌کند «که پر است از شوخی‌های بکر با هستی و آفرینش و دوزخ و بهشت و انسان و خدا، حوزه‌ای که ما از شوخی‌های ملیح و ظریف در آن بی‌بهره اگر نگویم کم بهره‌ایم».
محمود فرجامی، طنزپرداز و پژوهشگر طنز و کمدی ایرانی، در وبلاگ «باران در دهان نیمه باز» معتقد است که «امروزی دیدن اساطیر دینی» نخی نامرئی است که تمام متن‌های پراکنده دوزخرفات را به هم وصل می‌کند:
«به نظرم دوزخرفات یکی از شاهکارهای مسلم نقیضه‌نویسی در زبان فارسی است. نویسنده نه فقط با متون دینی اسلامی و سامی و افسانه‌ها و نمادهای ادیان ابراهیمی به خوبی آشناست، و به روش‌های مختلف با آن‌ها بازی می‌کند و نقیضه می‌سازد، بلکه معمولاً سبک دومی را به‌طور هم‌زمان نظیره نویسی می‌کند… به زحمت بتوان برای کتابی شامل اینهمه سوژه‌های اکثراً بکر و پرداخت‌های عالی (و خوشبختانه کوتاه) خط و ربطی خاص پیدا کرد. بعضی سوژه‌ها و نحوهٔ پرداخت چند لایه‌شان چنان خوب‌اند که می‌توان با آن‌ها (با کمی روده‌درازی البته) قصه‌ای بلند یا حتی کتابی نوشت. کاری که خوشبختانه سروش نکرده و به یک شبیخون گیج‌کننده، به جای حمله‌ای فرساینده، بسنده کرده. هدف: دوزخ خرافاتی ذهن ما.»
فرجامی در جایی دیگر اذعان می‌کند که «این کتاب من را -که بالاخره کارم خواندن طنز است- شگفت زده کرد» و دست آخر خواندن دوزخرفات را به عنوان نمونه‌ای از «طنز خیلی خوب مدرن فارسی» توصیه می‌نماید: «در چند سال اخیر هر کس که از من پرسیده بود چند طنز برجسته در زبان فارسی معرفی کنم، «دوزخرفات» همیشه یکی از پیشنهادهای من بود».
یاسر میردامادی، پژوهشگر دین و فلسفه در مصاحبه با بامداد خبر به دوزخرفات اشاره کرده و آن را نمونه‌ای از طنز نقادانهٔ الاهیاتی می‌داند که مصداقی از سخره‌گری به حساب نمی‌آید. در بخشی از مصاحبه که با عنوان «حق به سخره گرفتن» منتشر شده، چنین آمده‌است:
«سروش پاکزاد (این اسم به احتمال خیلی زیاد مستعار است) در وبلاگ‌اش (هشت‌سنگ) نمونه‌ای موفق از طنز نقادانهٔ الاهیاتی را ارائه کرده‌است که گرچه رادیکال و ساختارشکنانه است اما سخره‌گرانه و توهین‌آمیز نیست، بلکه آدمی را به درنگ وامی‌دارد (وجه نقادانهٔ آن) و گاهی لبخندی هم بر گوشهٔ لب می‌نشاند (وجه طنزآمیز آن). رنگ‌مایهٔ مشترک تمام طنزهای نقادانهٔ الهیاتی او تأکید خلاقانه بر این نکته است که: جهان خدایان، چنان‌چه در ادیان تصویر شده‌اند، چقدر بشری اند و چه مایه مناسبات بشری بر آن‌ها حاکم است… ممکن است کسی بگوید حتی اگر چنین نوع طنزهایی از نظر اخلاقی اشکال نداشته باشد، از نظر دینی اشکال دارد. اما به نظر می‌رسد طنزهای نقادانهٔ الاهیاتیِ سروش پاکزاد و امثال وی، نه تنها اخلاقاً سخره‌گرانه (و در نتیجه توهین‌آمیز) نیست، بلکه حتی از منظر الاهیاتی نیز در خور درنگ است.»
میردامادی در نوشته‌ای دیگر، دوزخرفات را در کنار آثاری نظیر ترس و لرز نوشته سورن کی‌یرکگور و فیه ما فیه مولوی و نامه‌های عین القضات همدانی به «خاطر حال و هوای باطنی و در عین حال سنجشگرانه» اش تحسین کرده.
رؤیا صدر، طنز نویس، منتقد، و پژوهشگر ادبیات فکاهی ایران، برای بررسی رابطه طنز و دین به سراغ مطالعه موردی کتاب دوزخرفات می‌رود. دوزخرفات به عقیده رؤیا صدر، «قصد دارد به نقد درک نازل از امر قدسی توسط توده‌ها بپردازد تا مسیری اصلاحی در باورهای دینی را دنبال کند و نشان دهد که تصاویر برساخته از خداوند و امور قدسی در ادیان، تا چه حد بشری یا آنتروپومورفیک است… البته مضمون نوشته‌های دوزخرفات متفاوت است: بعضی وقتها رنگ نقد دارد، گاه در حد یک درنگ شوخ طبعانه یا یک شوخی ساده با اعتقاد یا گفته‌ای است و گاه بیان نظرگاه و دغدغه‌های متنافیزیکی است.»
رؤیا صدر با اشاره به قلم و نگاه قوی و نافذ و عمیق این اثر «یکه و بی‌مانند»، برخی ویژگی‌های مهم نگارشی کتاب را چنین برمی‌شمارد: «قالب‌ها، متنوع است. در حد سرگیجه آوری متنوع است… در کتاب قالب نظیره نویسی زیاد به کار رفته‌است. نظیره‌نویسی‌ها ماهرانه است و با نوآوری‌های صورت گرفته، خواندنی‌تر شده است… نوشته‌ها، موجز است. اطاله کلام ندارد. نویسنده، ضربتی زده و رفته. هر واژه یا عبارتی جای خودش را دارد. کار، شسته و رفته‌است. مخاطب را خسته نمی‌کند… استفاده از واژه‌ها و عبارات بسیار حرفه‌ای و هنرمندانه است. در جا انداختن لحن بسیار ماهرانه عمل کرده و با کمک آن، توانسته زبان محاوراتی را در کائنات جاری کند و در سایه آشنایی زدایی، طنز عبارتی بیافریند. دیالوگ‌های دقیق، فضای نمایشی، لحن عالی و واقعی و پذیرفتنی، همراه با پایان‌بندی خوب با ضربهٔ آخر، و یژگی بخش مهمی از آثار است… در مجموع فرم و زبان آثار نشان می‌دهد که نویسنده، سوار بر کار است و با طرح و نگاهی مشخص سراغ سوژه آمده‌است. تکلیفش با موضوع مشخص است.» رؤیا صدر در انتهای نقدش به دوزخرفات آن را سرشار از ظرایف نوشتاری می‌خواند و امتزاج این ویژگی با وسعت اطلاعات نویسنده و احاطه او بر موضوعاتی که به طنزشان کشیده است را عامل عمق و غنای طنز «دوزخرفات» می‌داند."
مهدی خلجی، پژوهشگر مطالعات اسلام در مرکز تحقیقات خاورنزدیک واشینگتن، «طنز قوی» دوزخرفات را می‌ستاید. خلجی در صفحه فیسبوکش چنین می‌نویسد: «کتاب دوزخرفات را می‌خواندم عصر امروز. طنزی قوی است با دست‌مایه قرار دادن مذهب. شوخی با خدا و ملکوت او. در ازای شوخی‌هایی که خدا با ما زمینیان می‌کند. هرچه عوض دارد گله ندارد! امیدوارم روزی در ایران منتشر شود».